# منژنگن (استان ماسوویان)
منژنگن (به لاتین: Mężenin) یک روستا در لهستان است که در گمینا پلاتروو واقع شده‌است. منژنگن ۲۲۸ نفر جمعیت دارد.